# ۶۵۵ (قمری)
۶۵۵ (قمری)، ششصد و پنجاه و پنجمین سال در گاهشماری هجری قمری است. اول محرم این سال برابر با نوزدهم ژانویه سال ۱۲۵۷ میلادی است.

## رویدادها
- پایان یافتن سرایش بوستان سعدی